# Les Belleville
Les Belleville é uma comuna francesa na região administrativa de Auvérnia-Ródano-Alpes, no departamento da Saboia. Estende-se por uma área de 226.84 km². Em 2010 a comuna tinha 3 620 habitantes (densidade: 16 hab./km²).
Foi criada em 1 de janeiro de 2016, após a fusão das antigas comunas de Saint-Martin-de-Belleville e Villarlurin. Em 1 de janeiro de 2019, a comuna de Saint-Jean-de-Belleville foi posteriormente incorporada.